# Georg Detlev von Flemming

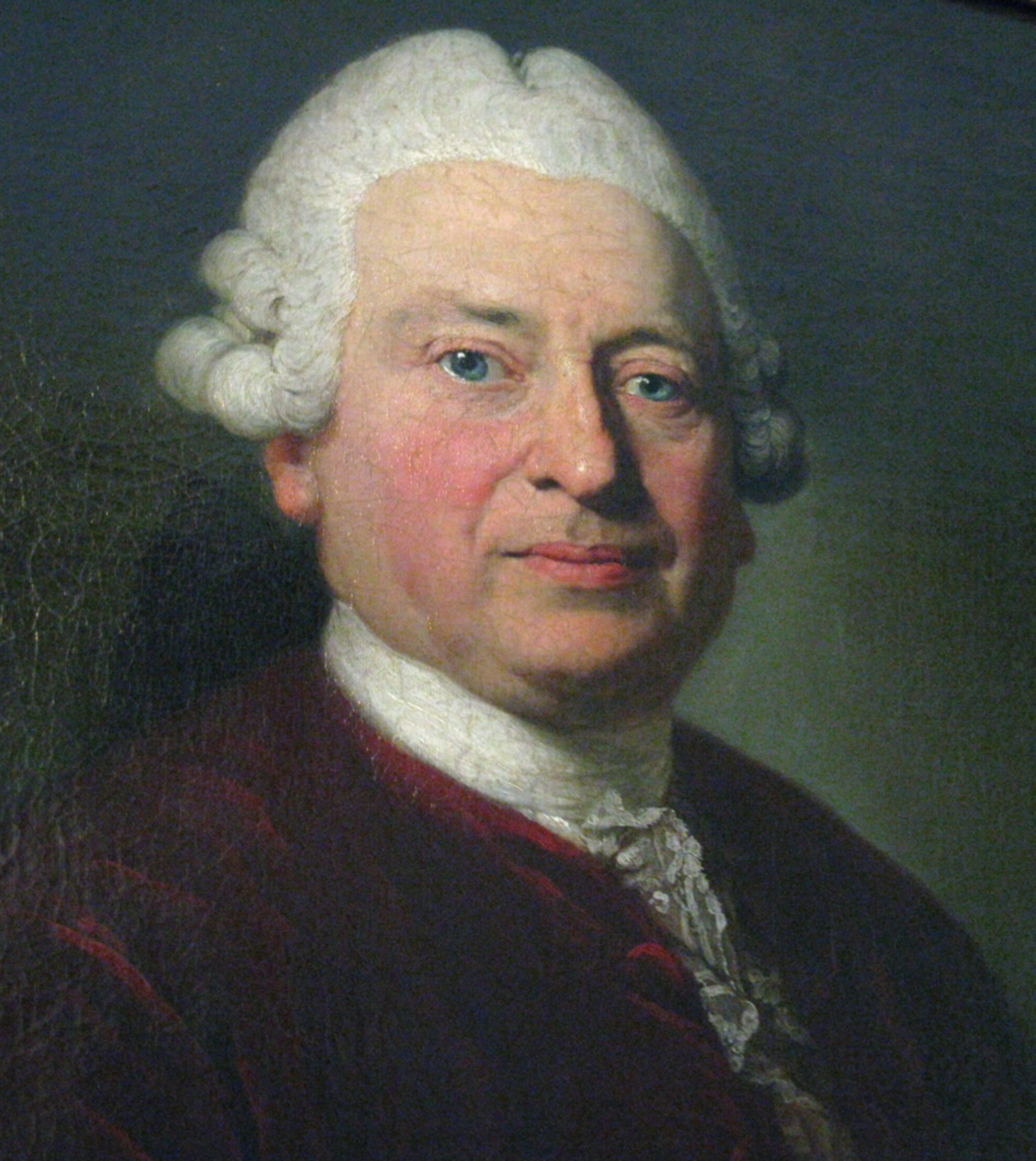
Georg Detlev Graf von Flemming

Georg Detlev Graf von Flemming (polnisch Hrabia Jerzy Detloff Fleming; * 3. März 1699 in Iven; † 10. Dezember 1771 in Warschau) war seit 1738 sächsisch-polnischer General der Artillerie, von 1746 bis 1764 Großschatzmeister von Litauen und ab 1766 Großwojewode von Pommerellen.

## Leben
Er war der Sohn des königlich preußischen Geheimrats Felix Friedrich Graf von Flemming (1661–1738) und der Dorothea Sophia von Flemming (1673–1754), beide aus dem pommerschen Uradelsgeschlecht Flemming. Sein Bruder Karl Georg Friedrich von Flemming wurde ebenfalls General in polnisch-sächsischen Diensten und der Bruder Ernst Bogislaus von Flemming preußischer Generalmajor.
Er trat in die Dienste des polnischen Königs August des Starken und kommandierte seit 1724 das Regiment „Königin“ in Warschau. Nacheinander war er mit zwei Töchtern des litauischen Großkanzlers Fürst Michał Fryderyk Czartoryski verheiratet. 1742 erwarb er die Herrschaft Borculo im Gelderland.
Seine Tochter und Alleinerbin, Gräfin Isabella Fortunata von Flemming, heiratete 1761 ihren Cousin Fürst Adam Kazimierz Czartoryski und wurde als Literatin, Kunstsammlerin und engagierte Patriotin zu einer der populärsten Figuren der polnischen Geschichte. Flemming unterstützte die Czartoryskis in ihrer Rivalität gegen die Magnatenfamilie Radziwiłł und stellte sich auch gegen den Premierminister Heinrich von Brühl.
Flemming wurde 1771 in der Heilig-Kreuz-Kirche in Warschau beigesetzt.